# Comfortably Numb
Comfortably Numb – ballada rockowa brytyjskiego zespołu rockowego Pink Floyd, pochodząca z albumu The Wall, który wydano w 1979 roku. Jest jedną z najbardziej znanych piosenek zespołu, m.in. ze względu na solo gitarowe w wykonaniu Davida Gilmoura kończące utwór.

## Kompozycja
Utwór jest jednym z trzech z albumu The Wall, jakie wspólnie napisali Roger Waters (tekst) i David Gilmour (muzyka). Wszystkie pozostałe utwory w całości napisał Roger Waters. Wokół aranżacji tego utworu rozgorzał spór pomiędzy muzykami, gdyż Gilmour chciał nadać jej mocny rockowy styl. Wspominał później: „Kłóciliśmy się o tę piosenkę jak szaleńcy, stoczyliśmy wielką walkę”.
Utwór zawiera dwa solo gitarowe grane przez Davida Gilmoura, uznawane są za przykład archetypicznego rocka. W 1989 roku fanzin grupy Pink Floyd The Amazing Pudding, uznał tę piosenkę za najlepszą w repertuarze zespołu. W magazynie Guitar World solówka znalazła się na czwartym miejscu w rankingu najlepszych solówek, a telewizyjny kanał muzyczny Planet Rock uznał solówkę Gilmoura we wrześniu 2006 roku za najlepszą solówkę gitarową wszech czasów.
Utwór kończył ostatni w historii zespołu występ Pink Floyd na żywo -  podczas koncertu Live 8 w lipcu 2005.
Treść piosenki opowiada o artyście o imieniu Pink, uginającym się pod brzemieniem sławy, zmęczonym, wyczerpanym i prawdopodobnie odurzonym używkami i lekami, który jest zmuszany do ciągłych występów. Jednocześnie utwór jest częścią albumu koncepcyjnego, który opowiada o artyście budującym wokół siebie mur odgradzający go od bliskich i fanów.

## Twórcy
- David Gilmour – gitara elektryczna, gitara akustyczna, gitara basowa, gitara stalowa, syntezator Prophet 5, wokal (refren)
- Nick Mason – perkusja
- Roger Waters – wokal (zwrotki), gitara basowa
- Richard Wright – organy
- Lee Ritenour – gitara akustyczna
- Michael Kamen – aranżacja orkiestralna

## Covery
Piosenka doczekała się kilku coverów:
- 2002, na płycie Pigs & Pyramids, wykonali ją muzycy Yes: Billy Sherwood, Chris Squire, Alan White
- 2004, wersja disco śpiewana falsetem przez Scissor Sisters. Singel ten dotarł do #10 miejsca UK Singles Chart, stając się najbardziej utytułowanym coverem Pink Floyd w Wielkiej Brytanii. Utwór ten otrzymał nominację do nagrody Grammy w kategorii Najlepsze Nagranie Dance, ale przegrał z „Toxic” Britney Spears.
- na koncertach grały ją m.in. Anathema, Dream Theater i The Sisters of Mercy oraz gitarzysta Alice in Chains Jerry Cantrell[6].

## Notowania

### Wersja Scissor Sisters
| Lista (2004)                   | Najwyższa pozycja |
| ------------------------------ | ----------------- |
| Belgian Flanders Singles Chart | 39                |
| Belgian Wallonia Singles Chart | 10                |
| Dutch Singles Chart            | 84                |
| German Singles Chart           | 97                |
| Irish Singles Chart            | 30                |
| Swedish Singles Chart          | 27                |
| UK Singles Chart               | 10                |